# ديرارتو تولو
ديرارتو تولو (بالأمهرية: ደራርቱ ቱሉ) هي عداءة مسافات طويلة إثيوبية ولدت في يوم 21 مارس 1972 في قرية بيكوجي في محافظة أرسي وهي القرية ألتي تعتبر مسقط رأس العداء الإثيوبي الآخر كينينيسا بيكيلي. أبرز إنجازاتها هو فوزها بالميدالية الذهبية في سباق 10000 متر في دورة الألعاب الأولمبية الصيفية 1992 في برشلونة لتكون أول إثيوبية وأفريقية تحقق هذا الإنجاز، كما كررت الإنجاز نفسه في دورة الألعاب الأولمبية 2000 في سيدني في السباق نفسه، وفي دورة الألعاب الأولمبية الصيفية 2004 في أثينا إكتفت بالميدالية البرونزية بحلولها بالمركز الثالث. تمكنت أيضاً من إحراز ذهبية بطولة العالم لألعاب القوى 2001 في إدمونتون في كندا وفازت بالميدالية الفضية في وقت سابق في بطولة العالم لألعاب القوى 1995 في غوتنبيرغ في السويد. تولو هي أيضاً ابنة خال كل من تيرونيش ديبابا وجينزيبي ديبابا وإيجيغاييهو ديبابا.

## روابط خارجية
- ديرارتو تولو على موقع الاتحاد الدولي لألعاب القوى (الإنجليزية)
- ديرارتو تولو على موقع اللجنة الأولمبية الدولية (الإنجليزية)
- ديرارتو تولو على موقع أوليمبيديا (الإنجليزية)